# 新達恰 (巴甫洛格勒區)
48°33′0″N 36°12′32″E / 48.55000°N 36.20889°E
新達恰（烏克蘭語：Нова Дача），是烏克蘭的村落，位於該國中部第聶伯羅彼得羅夫斯克州，由巴甫洛格勒區負責管轄，始建於1920年，距離科希夫卡1.5公里和博格達尼夫卡4公里，面積3.45平方公里，海拔高度74米，2001年人口1,319。